# Real Music
La Real Music è stata una casa discografica italiana.

## Storia
La  Real Music venne fondata nel 1976 da Drupi, Enrico Riccardi e Luigi Albertelli; il cantante, all'inizio, essendo ancora sotto contratto con la Dischi Ricordi non incise per questa etichetta, e debuttò con la  Real Music (che nel frattempo aveva già pubblicato vari 45 giri) nel 1978 con Provincia/Piero va.
In seguito l'etichetta mise sotto contratto altri cantanti noti, come Piero Focaccia e Miko, ma all'inizio del nuovo decennio chiuse l'attività.
Per la distribuzione la  Real Music si appoggiava alla CGD, mentre la sede era a Milano.
Tra le manifestazioni musicali a cui partecipò l'etichetta ricordiamo il Festival di Sanremo 1976 con Signora tu, presentata da Miko.

## I dischi pubblicati
Per la datazione ci si basa sull'etichetta del disco, o sul vinile o, infine, sulla copertina, qualora nessuno di questi elementi avesse una datazione, ci si basa sulla numerazione del catalogo, se esistenti, sono riportati oltre all'anno il mese e il giorno (quest'ultimo dato si trova, a volte, stampato sul vinile).

### 45 giri
| Numero di catalogo | Anno | Artista         | Titolo                                   |
| ------------------ | ---- | --------------- | ---------------------------------------- |
| REAN 14001         | 1976 | Miko            | Signora tu/Jane                          |
| REAN 14002         | 1976 | Nemo            | Uappa parte I/Uappa parte II             |
| REAN 14009         | 1976 | Macete          | Tocame parte I/Tocame parte II           |
| REAN 14010         | 1976 | Bruno D'Andrea  | Siamo noi/Che pazzo son io               |
| REAN 14012         | 1977 | Pasquale        | Per farti piacere/Pietà                  |
| REAN 14015         | 1977 | Miko            | Angelina/Sedici anni (ma tutti d'amore)  |
| REAN 14016         | 1977 | Bruno D'Andrea  | Ti parlerò d'amor/Bella così             |
| REAN 14017         | 1977 | Eveline Hanack  | Tamarindo/Shabalì Shabalà                |
| RM 18000           | 1978 | Drupi           | Provincia/Piero va                       |
| RM 18001           | 1978 | Miko & Michelle | ...ma che magnifica serata/Magico        |
| RM 18002           | 1978 | Piero Focaccia  | Amore un corno/L'orchestra suona         |
| RM 18004           | 1978 | Drupi           | Paese/Merilù                             |
| RM 18005           | 1978 | Steelcream      | Ten Hertz (parte I)/Ten Hertz /parte II) |
| RM 18006           | 1979 | Dorina Dato     | Bambino/Mi piacerebbe diventare          |
| RM 18007           | 1979 | Mike Harrison   | Bolero/Musty morning                     |
| RM 18008           | 1979 | Drupi           | Buonanotte/Giovanna                      |
| RM 18009           | 1979 | Drupi           | E grido e vivo e amo/La più bella        |
| RM 18010           | 1980 | Drupi           | Sera/I capelli di Armanda                |